# ابان
شهر تاریخی آبان از شهرهای کهن ایران است که هم‌اکنون شهرستان انار نام دارد. انار یکی از شهرستان‌های استان کرمان است که شمال این استان واقع شده‌است.
"شهر انار تا پیش از حمله عرب‌ها به ایران، "آبان" نام داشته‌است. این شهر در دوران باستان بخشی از "ولایت اصطخر" فارس بوده اما از حدود ۱۵۰۰ سال پیش در قلمروی کرمان قرار گرفت."

آبان یشت یکی از یشت‌های اوستاست و با توجه به اینکه مردم کهن این شهر، زرتشتی بوده‌اند؛ احتمال داده شده که نام آبان از اوستا گرفته شده باشد.

در مرکز شهر انار، یک ارگ بزرگ قرار دارد که در دوران ساسانیان ساخته شده‌است.

ارگ اناردارای ۲۳۴۰ متر طول، ۱۸۶۰ متر عرض و ۳۳۴۰ متر قطر است. این ارگ سه طبقه بوده‌است.

بناهای داخلی این ارگ حدود ۲۵ سال پیش سالم بوده، به خصوص اتاق ‌های دو طبقه آن که کاملاً قابل استفاده بوده‌اند اما یک عضو سپاه پاسداران در نخستین سال‌های پس از انقلاب سال ۱۳۵۷ ایران، با ورود به این ارگ، بخش زیادی از ساختمان‌های داخلی آن را به این دلیل که "محل فساد" بوده‌اند، تخریب کرده‌است.

این ارگ مورد فعالیت‌های پژوهشی نظیر کاوش‌ها و حفاری‌های باستان شناسانه قرار نگرفته‌است.

پلان ارگ به شکل مستطیل می‌باشد که در جهت شرق به غرب کشیده شده‌است. این پلان مستطیل شکل بر روی تپه‌ای واقع شده که توسط شش برج و بارو، محصور گردیده‌است.

"با توجه به شواهد موجود می‌توان گفت که برخی از فضاها دو طبقه و برخی دیگر یک طبقه ساخته شده‌اند، که همین فضاهای یک طبقه عموماً در حاشیه قلعه قرار گرفته‌اند و عمدتاً کاربری مسکونی، خدماتی و عامه‌نشین داشته‌اند.

این ارگ متشکل از فضاهای یک طبقه و دو طبقه‌ای است که فضاهای یک طبقه عمدتاً در حاشیه ارگ قرار گرفته‌اند و دارای کاربری خدماتی، مسکونی بوده‌اند و در واقع بخش عامه‌نشین آن محسوب می‌شود که شامل فضاهای خدماتی نظیر اصطبل‌ها، طویله‌ها و... و همچنین محل سکونت مردم عادی و خدم و حشم می‌باشد.

بناهای دو طبقه که در مرکز ارگ واقع شده‌اند مقر حکومتی و مرکز سیاسی ارگ می‌باشد که کاوش‌های باستان‌شناسی می‌تواند در بررسی دقیق نوع نقشه، معرفی فضاها، عناصر تشکیل دهنده و نحوه استقرار آن‌ها در مجموعه کمک شایانی کند.